# Portretul doamnei Roulin
Portretul doamnei Roulin este un portret în ulei pe pânză realizat de Paul Gauguin al lui Augustine Roullin (născută Pellicot; 1851-1930), soția poștașului Joseph Roulin (1841-1903). În prezent, tabloul se află la Muzeul de Artă din Saint Louis, Missouri.
A fost pictat la sfârșitul lunii noiembrie 1888, în timpul șederii lui Gauguin și a lui Vincent van Gogh la Arles, unde cel din urmă artist a pictat și familia Roulin.